# Гранторто
Гранторто (итал. Grantorto) је насеље у Италији у округу Падова, региону Венето.
Према процени из 2011. у насељу је живело 3435 становника. Насеље се налази на надморској висини од 34 м.

## Становништво
| 1951. | 1961. | 1971. | 1981. | 1991. | 2001. | 2011. |
| ----- | ----- | ----- | ----- | ----- | ----- | ----- |
| 3.576 | 3.049 | 3.312 | 3.597 | 3.741 | 3.778 | 4.661 |